# Corallium borneanse
Corallium borneanse is een zachte koraalsoort uit de familie Coralliidae. De koraalsoort komt uit het geslacht Corallium. Corallium borneanse werd voor het eerst wetenschappelijk beschreven door Bayer. 